# Stigmatogaster souletina
Stigmatogaster souletina är en mångfotingart som först beskrevs av Brolemann 1907.  Stigmatogaster souletina ingår i släktet Stigmatogaster och familjen trädgårdsjordkrypare. Inga underarter finns listade i Catalogue of Life.